# Hieracium wettsteinianum
Hieracium wettsteinianum là một loài thực vật có hoa trong họ Cúc. Loài này được Hayek & Zahn mô tả khoa học đầu tiên năm 1921.